# カノン法大全
カノン法大全（-ほうたいぜん：羅、Corpus iuris canonici）は、中世ヨーロッパにおいて12世紀半ばから 15世紀半ばまでにかけ、カトリック教会により編纂された計6編の法典および法令集を、16世紀後期以降に総称したもの。
中世ヨーロッパにおいては、ローマ法大全とともに普通法（ユス・コムーネ：ius commune）の法源として重要な地位を占め、大陸諸国の法の発展に大きな影響を与えた。

## 構成
カノン法大全を構成するのは以下の6編である。
- グラティアヌス教令集（英語版）（Decretum Gratiani）：1140年頃成立。グラティアヌスにより編纂され、教会の一般法たる効力を有する法文約4000を収集したもので、過去1000年間の教会法源の集大成。全体は三部構成。グラティアヌス教令集は当時の教皇庁の実務や大学の法学教育において確固たる地位を獲得し、またこの教令集により、カノン法学が明確に神学から区別され、カノン法学が飛躍的に発展した。
- グレゴリウス9世教皇令集（英語版）（Decretales Gregorii PP IX）：グレゴリウス9世により1234年に公布。全5巻（通例、「裁判官」、「訴訟」、「聖職者」、「婚姻」、「犯罪」の巻と呼ばれる）から構成され、巻を章に、章を条に分け、章を標題、条にも伝統的な標題をつけ、条には後に要旨を付加した。5巻185章1971条で章条は事項別に、年代順に配列してある。法的拘束力を持つのは条であり、章の標題は法文を含む限りで拘束力があった。ただし、条のうち、標題、要旨及び事実の部分には拘束力がなかった。通称リベル・エクストラ（Liber extra）。
- 第六書（Liber sextus）：教皇ボニファティウス8世は3人のカノン法学者に命じ、グレゴリウス9世教皇令集以後の教皇法の網羅的、排他的法典を編纂させ、1298年にボローニャ大学に送付して、公布。グレゴリウス9世教皇令集よりも法文の削除、調整、改変などの編纂の際の改訂が頻繁に行われており、それだけ法典として整ったものとなった。第六書の名称は「グレゴリウス9世教皇令集」第5巻に続くという意味と、六という数字の完全性を法典の完全性にかけた二重の意味を持っていた。
- クレメンス集（Clementinae）：この法典は1314年に一旦公布されたが、次代の教皇ヨハネス22世によって改訂され、最終的に1317年にボローニャ大学及びパリ大学に送付されて公布に至った。第六書と同様に第七書と呼ばれることもある。この法典には教皇クレメンス5世の教勅及び教皇令、さらにヴィエンヌ公会議の決議から総計104ヶ条、教皇ボニファティウス8世及びウルバヌス4世の教皇令からそれぞれ1ヶ条ずつ収録されている。しかし、当時の政治情勢を反映して、教皇ボニファティウス8世の立法がほとんど取り入れられていないなどの欠陥もあり、網羅的でなく排他性を持たなかった。
- 教皇ヨハネス22世追加教皇令集（Extravagantes Johannis PP XXII）と普通追加教皇令集（Extravagantes communes）：クレメンス集を補充し、より完全なものにするためにカノン法学者によりまとめられたのがこの二つの追加教皇令集である。教皇ヨハネス22世追加教皇令集は1巻14章で構成され、ヨハネス22世の教皇令20ヶ条を収録。普通追加教皇令集は前者よりも大規模で、教皇ウルバヌス4世からシクストゥス4世までの教皇令74を収録。これら二つの追加教皇令集の内容は、カノン法学者の間で、徐々に固定化されたもので、特定の編者は存在しない。

## 影響
カノン法大全はトリエント公会議決議を初めとして、その後の教会立法により修正されたが、全体として廃止されることはなく、西欧カトリック教会の法制度を支える基本法典として20世紀初めまで拘束力を持ち続けた。カノン法大全が全体として拘束力を奪われたのは、1918年にカトリック教会法典が施行されてからである。しかし、カトリック教会法典の大部分の規定はカノン法大全の規定またはその後の教会立法を母体とした規定であり、そのような意味においてはカノン法大全は今もなお教会法の中に生き続けていると言える。同様に、カノン法大全はドイツ福音主義教会法を初めとして、プロテスタント系教会にも大きな影響を与えた。1918年のカトリック教会法典は1983年に改正され、新たに新カトリック教会法典として公布され、今日に至る。